# Игор Талков
Игор Талков е съветски певец и автор на песни. Добива известност като вокалист на създадената от него група Спасателний круг, която съществува от 1989 г. до смъртта на Талков през 1991 г. Творчеството на Игор Талков не спада към определен стил, но най-често е категоризирано като поп рок или авторска песен.

## Биография
Роден е в село Грецовка, Тулска област в дворянски род. Учи в 111 училище в Шьокино, а паралелно се научава да свири на акордеон. Като ученик Талков мечтае да стане хокеист и заминава за Москва, където изкарва проби в ЦСКА и Динамо, но не е одобрен. Игор участва в училищния ансамбъл „Китаристи“, където свири на китара и пиано. По-късно се научава да свири и на бас китара, барабани и цигулка. Въпреки владеенето на много музикални инструменти, Талков не знае нотописа и запомня мелодиите чрез слуха си. Все пак музикантът успява да научи нотите по време на престоя си в ансамбъла „Былое и думы“. Освен музиката, Талков се увлича и по театъра. Кандидатства в театралното училище в Москва, но не успява да премине изпитите. Започва да следва във физико-техническия факултет в Тула, но година след това напуска.
От 1976 г. е член на групите „Апрель“ и „Калейдоскоп“, с които гастролира в малки градове из цялата страна. В края на 70-те години работи като музикант в ресторанти и хотели, най-известният от които е хотел „Жемчужина“ в Сочи. Там Талков е бас китарист и беквокал. По време на изявите си се запознава с известни музиканти като членовете на Песняры и Весёлые Ребята. Скоро Игор решава, че работата в заведенията е унизителна и от 1982 г. не се изявява на такива места. През 1984 става част от акомпаниращата група на Людмила Сенчина, а освен това е аранжор на Стас Намин. През 1986 г. става вокалист на поп групата Електроклуб. Най-големият хит на групата е „Чистые пруды“, с която Игор добива популярност. С тази песен Талков участва на фестивала „Песен на годината“.
В свободното си време Талков чете книги за руската история, което много повлиява на написаните от него песни. През 1988 г. участва в концерта на ТВ предаването „Взгляд“. Трябвало е да изпълни само песента „Примерный мальчик“, но вместо нея изпълнява песните си на историческа тематика. Водещите прекратяват концерта и свалят Игор от сцената. През декември 1989 г. клипът към песента „Россия“ е излъчен в предаването „До и после полуночи“. Благодарение на тази песен аудиторията възприема Талков като сериозен изпълнител. Певецът достига върха на популярността си. През 1990 г. участва на фестивала „Песен на годината“ с песента „Бывший подъесаул“.
През 1991 г. гастролира с концертната си програма „Суд“, в която са включени всички социални песни на Талков, с които той критикува болшевиките и съветската власт. По време на Августовския пуч изнася концерти в Санкт Петербург, изпълнявайки хитовете „Война“, „Я вернусь“, „КПСС“, „Господа демократы“, „Стоп! Думаю себе!“, „Глобус“, „Россия“.
На 6 октомври 1991 г. Талков е убит по време на концерт в Санкт Петербург. Убийството на певеца и до днес не е разкрито.
През 1993 г. е открит музей на Игор Талков.

## Дискография
- Любовь и разлука (1984)
- Игорь Тальков (1986)
- Чистые пруды (1987)
- Россия (1991)
- Концерт 23 февраля 1991 года в Лужниках (1993)
- Моя любовь (1993)
- Ностальгия (1993)
- Этот мир (1993)
- Я вернусь (1993)
- Призвание (1995)
- Память (1996)
- Последний концерт (1996)
- Спасательный круг (1996)